# Ștefan Giuglea
Ștefan Giuglea (n. 8 martie 1944) este un fost deputat român în legislatura 2000-2004, ales în județul Constanța pe listele partidului PSD. În cadrul activității sale parlamentare, Ștefan Giuglea a fost membru în grupurile parlamentare de prietenie cu Mongolia, Regatul Suediei și Federația Rusă. 

## Legături externe
- Ștefan Giuglea Arhivat în 3 martie 2021, la Wayback Machine. la cdep.ro